# (15147) Siegfried
(15147) Siegfried est un astéroïde de la ceinture principale.

## Description
(15147) Siegfried est un astéroïde de la ceinture principale. Il fut découvert le 11 mars 2000 à la station Anderson Mesa par le programme LONEOS. Il présente une orbite caractérisée par un demi-grand axe de 3,25 UA, une excentricité de 0,01 et une inclinaison de 8,9° par rapport à l'écliptique.

## Compléments